# Theridion sangzhiense
Theridion sangzhiense är en spindelart som beskrevs av Zhu 1998. Theridion sangzhiense ingår i släktet Theridion och familjen klotspindlar. Inga underarter finns listade i Catalogue of Life.